# John Stanton
John Stanton (San Rafael, 14 dicembre 1987) è un giocatore di football americano statunitense che gioca come tight end per gli IBM Big Blue.
Dopo aver giocato per la squadra universitaria dei Saint John's Johnnies ha firmato nel 2012 con i giapponesi IBM Big Blue.